# Gerhard I. von Metz
Gerhard I. von Metz (* um 875; † 22. Juni 910) war Graf von Metz.

## Werdegang
Gerhard war ein Sohn von Adalhard II. von Metz (um 840 bis 889). Mit seinen Brüdern Matfried und Stephan war er Teil der Adelsopposition gegen König Zwentibold, König in Lotharingien (870 oder 871 bis 900), der im Kampf mit ihnen am 13. August 900 in der Schlacht nahe Susteren fiel. Gerhard I. heiratete daraufhin Oda (ca. 880 bis 952), die Witwe von König Zwentibold und hatte mir ihr zwei Söhne und zwei Töchter, darunter den Erzbischof von Köln Wichfrid und den Grafen Gottfried von Jülich.
906 befand er sich zusammen mit seinem Bruder Matfried in einer Fehde mit Graf Konrad. Am 22. Juni 910 fiel Gerhard I. in einer Schlacht auf dem Lechfeld.